# مسجد شاخن
مسجد شاخن مربوط به دوره قاجار است و در شهرستان بیرجند، بخش مرکزی، روستای شاخن واقع شده و این اثر در تاریخ ۷ مرداد ۱۳۸۲ با شمارهٔ ثبت ۹۲۹۴ به‌عنوان یکی از آثار ملی ایران به ثبت رسیده است.